# Френк Борман
Френк Фредерік Борман (англ. Frank Frederick Borman II; 14 березня 1928, Гері, Індіана — 7 листопада 2023) — астронавт НАСА у відставці, інженер. Як командир екіпажу «Аполлона-8» здійснив перший пілотований обліт Місяця, став одним з 24 осіб, котрі долетіли до супутника Землі.

## Освіта і наукові звання
Виріс у місті Тусон, штат Аризона, де у 1946 році закінчив середню школу. У 1950-му закінчив Військову академію США у Вест-Пойнті. У 1957-му в Каліфорнійському технологічному інституті здобув ступінь магістра наук з авіаційної техніки.

## Професійна діяльність
У 1957 році, залишаючись на військовій службі, Борман став доцентом термодинаміки і механіки рідини у Військовій академії США.
З початку 1969 року по червень 1986 працював у авіакомпанії Eastern Airlines. Починав з посади консультанта, але вже у грудні 1970 призначений віце-президентом оперативної групи. З липня 1974 обраний до ради директорів як виконавчий віце-президент (генеральний менеджер виробництва). З травня 1975 — президент і головний операційний директор. З грудня 1975 — головний виконавчий директор. З грудня 1976 — голова ради директорів.
У 1986 році став віце-головою та директором Texas Air Corp. у Х'юстоні. У 1988 році призначений консультантом з маркетингу компанії Aerospatiale General Aviation у Техасі й головним виконавчим директором корпорації Patlex Corp. у Каліфорнії.
Загальний наліт до моменту зарахування в загін астронавтів становив приблизно 6000 годин.

## Кар'єра в NASA

### Джеміні-7
Борман вилетів як командир екіпажу на Джеміні-7 у грудні 1965 з Джеймсом А. Ловеллом-молодшим, для якого це теж був перший космічний політ. Під час місії було встановлено рекорд тривалості польоту (14 діб). Два космічні апарати (другий - Джеміні-6А) виконали зближення і парний політ, взаємно маневруючи, роблячи фотознімки та відеозаписи.

### Аполлон-8
21-27 грудня 1968 командував космічним кораблем Аполлон-8. Екіпаж складався з Джеймса Ловела, а також Вільяма Андерса. Метою місії було здійснити обліт Місяця, а потім повернутися на Землю. 24 грудня астронавти вийшли на орбіту Місяця. Вони залишили орбіту супутника Землі на день пізніше, облетівши Місяць 10 разів. Разом два космічних польоти Бормана тривали 19 діб 21 годину 36 хвилин і 13 секунд.
Френк Борман пішов з НАСА у липні 1970 року.

## Джерело
- Офіційна біографія НАСА (англ.)